# دریمفورج
دریمفورج (انگلیسی: DreamForge) شرکت بازی ویدئویی آمریکایی است، که در سال ۱۹۹۰ تأسیس شد.